# Уилтон (Арканзас)
Уилтон (англ. Wilton, Arkansas) — город, расположенный в округе Литл-Ривер (штат Арканзас, США) с населением в 439 человек по статистическим данным переписи 2000 года.

## География
По данным Бюро переписи населения США город Уилтон имеет общую площадь в 3,37 квадратных километров, водных ресурсов в черте населённого пункта не имеется.
Уилтон расположен на высоте 97 метров над уровнем моря.

## Демография
По данным переписи населения 2000 года в Уилтоне проживало 439 человек, 121 семья, насчитывалось 162 домашних хозяйств и 202 жилых дома. Средняя плотность населения составляла около 129,1 человек на один квадратный километр. Расовый состав Уилтона по данным переписи распределился следующим образом: 58,31 % белых, 40,77 % — чёрных или афроамериканцев, 0,91 % — представителей смешанных рас.
Из 162 домашних хозяйств в 30,2 % — воспитывали детей в возрасте до 18 лет, 50,6 % представляли собой совместно проживающие супружеские пары, в 16,0 % семей женщины проживали без мужей, 25,3 % не имели семей. 23,5 % от общего числа семей на момент переписи жили самостоятельно, при этом 11,1 % составили одинокие пожилые люди в возрасте 65 лет и старше. Средний размер домашнего хозяйства составил 2,71 человек, а средний размер семьи — 3,12 человек.
Население города по возрастному диапазону по данным переписи 2000 года распределилось следующим образом: 26,0 % — жители младше 18 лет, 10,0 % — между 18 и 24 годами, 25,3 % — от 25 до 44 лет, 22,8 % — от 45 до 64 лет и 15,9 % — в возрасте 65 лет и старше. Средний возраст жителей составил 37 лет. На каждые 100 женщин в Уилтоне приходилось 109,0 мужчин, при этом на каждые сто женщин 18 лет и старше приходилось 108,3 мужчин также старше 18 лет.
Средний доход на одно домашнее хозяйство в городе составил 31 696 долларов США, а средний доход на одну семью — 32 019 долларов. При этом мужчины имели средний доход в 30 625 долларов США в год против 16 563 доллара среднегодового дохода у женщин. Доход на душу населения в городе составил 13 478 долларов в год. 8,1 % от всего числа семей в населённом пункте и 15,2 % от всей численности населения находилось на момент переписи населения за чертой бедности, при этом 19,4 % из них были моложе 18 лет и 22,1 % — в возрасте 65 лет и старше.